# Walter Birch
Walter Lees Birch, född 27 juni 1898 i Didsbury, Lancashire, död 18 december 1965 i Bebington, Cheshire, var en brittisk bobåkare. Han deltog vid  olympiska vinterspelen 1928 i Sankt Moritz och placerade sig på nionde plats.